# Teodósio (Samoilovitch)
Teodósio (nascido: Pavel Ivanoviche Samoilovtiche, em russo:  Па́вел Ива́нович Самойло́вич; 19 de junho de 1884, Aldeia Mokrani, Distrito de Kobrin, Província de Grodno, Império Russo - 1 de março de 1968, São Paulo, Brasil) foi bispo da Igreja Ortodoxa Russa no Exterior, arcebispo de São Paulo e do Brasil.

## Biografia
Nasceu em 19 de junho de 1884 na aldeia de Mokrani, província de Grodno (atual distrito de Malorita, região de Brest) na família de um padre ortodoxo.
Em sua juventude, ele estudou na escola teológica Jirovitski, cujo zelador na época era Piotr Polianski, mais tarde metropolita de Krutitski. Em 1905 graduou-se no seminário teológico de Vilna. Por dois anos ele serviu como salmista da aldeia. Em 1907 foi ordenado como sacerdote casado. Em 1908 ele ficou viúvo. Em 1910, ingressou na academia teológica de São Petersburgo.
Em 9 de junho de 1912, ele se tornou um monge com o nome de "Teodósio" em homenagem ao monge Teodósio das Cavernas.
Em 1914 graduou-se na academia teológica de Petrogrado com o grau de candidato em Teologia pela obra histórica "Mosteiros ortodoxos da diocese de Grodno", e em 12 de setembro do mesmo ano foi nomeado superintendente-assistente da escola teológica de Tomsk.
A partir de 30 de junho de 1915, foi superintendente-adjunto da escola teológica de Oboian da diocese de Kursk. No mesmo ano, ele foi tonsurado monge e ordenado hieromonge.
Em 1918, após o fechamento da escola, ele estava no mosteiro Oboianski Znamenski. Em 1919 foi sacerdote em unidades militares e depois mudou-se para a Crimeia e foi nomeado governador do mosteiro de Quersoneso em Sebastopol, na altura o chefe da escola pastoral-teológica. Foi elevado a arquimandrita.
Em 1920 ele imigrou para o exterior. Em Constantinopla, serviu como padre de hospital na Embaixada Russa. Em 1921, junto com o metropolita Antônio (Khrapovitsky), mudou-se para a Iugoslávia.
Entrou sob o omofório da Igreja Ortodoxa Sérvia, trabalhou nas dioceses de Timoch, Shabatsk, Bitol e Pakrach.
Em 1930, Teodósio se juntou a Igreja Ortodoxa Russa fora da Rússia.
Em 11 de janeiro de 1931 em Belgrado foi consagrado pelo metropolita Antônio (Khrapovitsky) e pelo arcebispo Feofan (Gavrilov) de Kursk e Oboian como bispo de Detroit.
A partir de 1933 foi também administrador temporário do vicariato de São Francisco. Logo, aparentemente, ele foi transferido para lá já como administrador permanente, uma vez que em 26 de abril de 1934, Vitaly (Maksimenko) foi nomeado bispo de Detroit.
Em 4 de setembro de 1934, foi transferido para a recém-criada Diocese brasileira com o título de “Bispo de São Paulo e de Todo o Brasil”. Em 5 de janeiro de 1935, chega ao Brasil, acompanhado do ex-monge do mosteiro de Optina, hieromonge Parmênio (Ostankov).
Governou na categoria de bispo de São Paulo todas as paróquias da América do Sul, com exceção da Argentina, subordinada ao protopresbítero Konstantin Izraztsov.
Com seus esforços, foi construída em São Paulo a Catedral de São Nicolau, que foi consagrada pelo bispo Teodósio em 6 de agosto de 1939. No mesmo ano, o Estado brasileiro reconheceu a Diocese brasileira da ROCOR. Sob a Diocese brasileira, um conselho diocesano foi criado sob a presidência do bispo Teodósio.
No final da década de 1950, havia mais de 10 paróquias ortodoxas russas no Brasil. O arcebispo Vitaly (Ustinov) afirmou em 1962: “O declínio da situação no Brasil está fora de dúvida. <…> Tem muitos russos no Brasil. Perdemos dezenas de milhares de pessoas lá. Há um campo colossal de atividade <...> O arcebispo Teodósio é um bom e gentil ancião, mas lhe falta força e isso o mergulha no pessimismo. Se o bispo cheio de forças trabalhasse ali livremente, então em São Paulo poderia haver um segundo São Francisco”.
Morreu em 1 de março de 1968, em São Paulo.